# Capaccio
Capaccio község (comune) Olaszország Campania régiójában, Salerno megyében. A község területén fekszik az ókori Paestum romvárosa, amely az UNESCO világörökségének része.

## Fekvése
A Tirrén-tenger partján, a Sele folyó torkolatának bal partján fekszik. Határai: Agropoli, Albanella, Cicerale, Eboli, Giungano, Roccadaspide és Trentinara.

## Története
A települést az elnéptelenedett Paestum lakosai alapították. Közelében vívták a cantennai csatát Spartacus seregének egyik hadoszlopa a római légiókkal. Capaccio régi neve (Calpatium) a latin Caput Aquae-ból (jelentése vízforrás) származik. A 19. században vált önálló községgé, amikor a Nápolyi Királyságban felszámolták a feudalizmust.

## Népessége
A népesség számának alakulása:

## Főbb látnivalói
- az ókori Paestum romjai
- a Sele torkolatánál álló Héraion romjai és múzeum
- Santa Maria Assunta őskeresztény bazilika